# Cerodontha chillcottiella
Cerodontha chillcottiella este o specie de muște din genul Cerodontha, familia Agromyzidae, descrisă de Spencer în anul 1986.
Este endemică în Colorado. Conform Catalogue of Life specia Cerodontha chillcottiella nu are subspecii cunoscute.